# Sutyna privata
Sutyna privata är en fjärilsart som beskrevs av Walker 1857. Sutyna privata ingår i släktet Sutyna och familjen nattflyn. Inga underarter finns listade i Catalogue of Life.